# Tonino Carotone

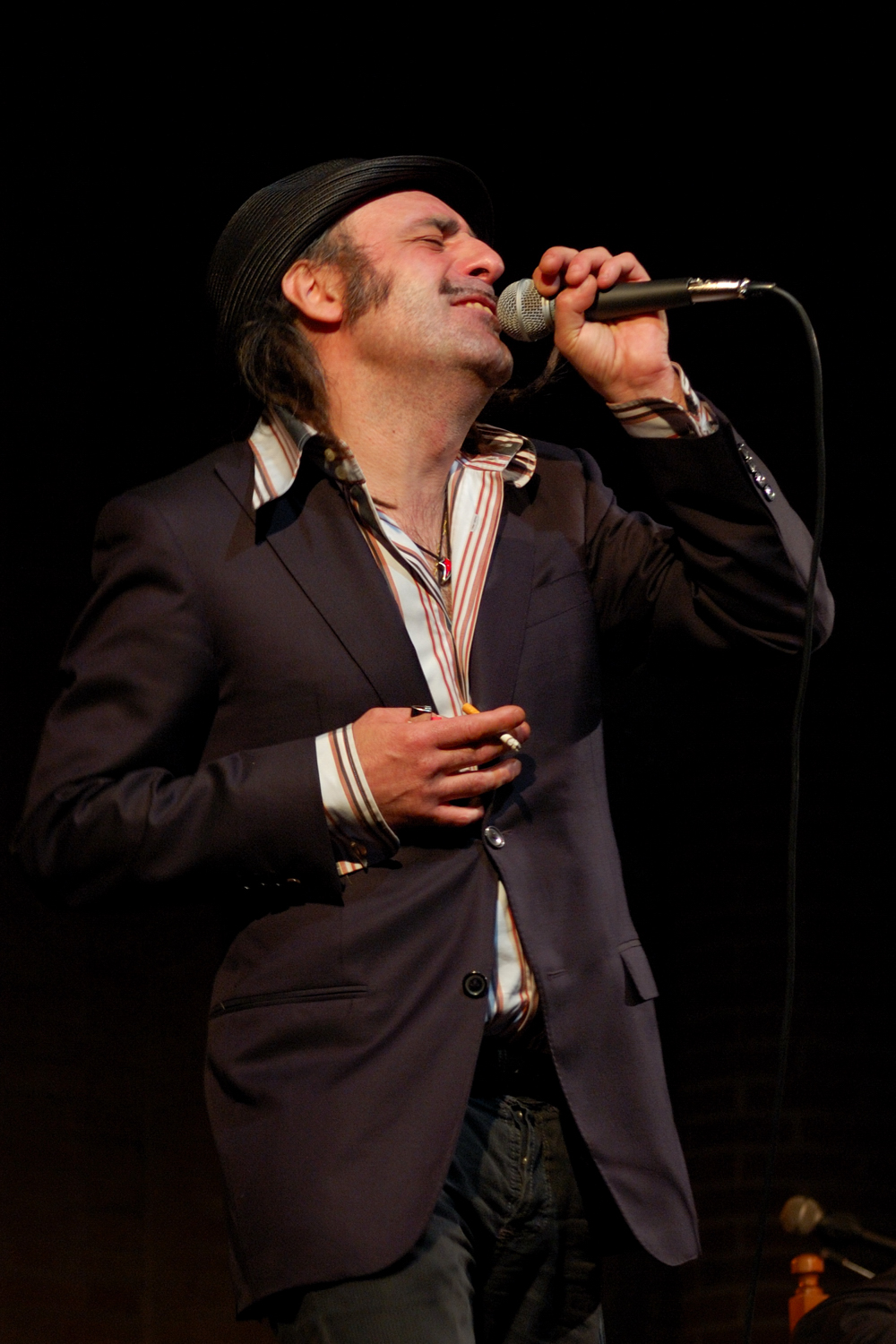
Tonino Carotone en una actuació de 2011.

Antonio de la Costa, més conegut pel seu nom artístic Tonino Carotone (Burgos, 9 de gener de 1970), és un cantautor espanyol. La seva infància i gran part de la seva joventut transcorren entre Barañain i Pamplona (Navarra). Enamorat confés de la música italiana, país que va visitar per primer cop el 1995 amb altres insubmisos al servei militar espanyol.
Va trobar l'èxit a Itàlia amb el tema Me cago en el amor pertanyent al disc Mondo difficile publicat l'any 2000.
Al 2003 torna a moure's amb el seu àlbum Senza Ritorno. Successivament ha participat, en dues cançons del disc Malacabeza al costat d'Arpioni (2005). Al 2006 publica amb l'escriptor Federico Traversa, el llibre Il Maestro dell'Ora Brava.
Abans d'emprendre la seva carrera com a solista, va formar part del grup Tijuana in Blue i posteriorment de Kojón Prieto y los Huajolotes, grup navarrès que va ser molt peculiar pels seus ritmes folk-ranxeros i les seves cançons reivindicatives en clau d'humor, que té bona resposta tant en vendes de discos com en actuacions.

## Discografia
2000, Mondo difficile (Virgin Records Espanya)
- Me cago en el amor.
- Pecatore.
- Tu vuó fà l'americano.
- La abuela vuela
- El pozo.
- La festa del racolto.
- Bahía.
- Alas.
- Sé que bebo, sé que fumo.
- Sapore di mare.
- Amar y vivir.
- Acabarás como siempre.
- Foneme.
- El provinciano.

2003, Senza ritorno (Virgin Records Emi).
- La Noria.
- La Caravana.
- Storia d´Amore.
- No Funciona.
- Amor Jíbaro.
- Niños de Papá.
- Un Ragazzo di Strada.
- Amor Sin Tregua.
- Sono Tremendo.
- Gerundio.

2008, Ciao Mortali (El Volcán Música).
- Il santo.
- Primaverando.
- La cama.
- Pornofútbol.
- Al viento.
- De vuelta por Buenos Aires.
- Hidromiel.
- Atapuerca.
- Vieni con me.
- Frenomotor.
- La parienta.
- Nos volveremos más.

## Imitació de José Mota
Al programa de televisió La noch de José Mota (2013), Paco Collado interpreta una paròdia de Tonino Carotone, anomenada Ricardo Boquerone, que canta la seva pròpia versió de Me cago en el amor. El personatge usa les mateixes frases que Tonino al principi d'aquesta cançó. Carotone va aparèixer diverses vegades al programa.